# خولیو سزار ییمنز
 خولیو سزار ییمنز (انگلیسی: Julio César Jiménez؛ زادهٔ ۲۷ اوت ۱۹۵۴) یک بازیکن فوتبال اهل اروگوئه است.